# Скрипаї (роз'їзд)
Скрипаї́ — залізничний пасажирський роз'їзд Куп'янської дирекції Південної залізниці.
Розташований за кількасот метрів від села Скрипаї, Зміївський район, Харківської області на лінії Занки — Коробчине між станціями Коробчине (14 км) та Занки (13 км).
Станом на травень 2019 року щодоби дві пари приміських електропоїздів здійснюють перевезення за маршрутом Гракове/Занки — Лосєве/Харків-Левада.